# Xanthopappus subacaulis
Xanthopappus es un género monotípico de plantas con flores perteneciente a la familia de las asteráceas. Su única especie: Xanthopappus subacaulis. Es originaria de  China.

## Descripción
Tiene rizoma muy corto, con densos restos fibrosos de pecíolos antiguos. Las hojas con un espinoso y rígido pecíolo de 2-10 cm; la lámina foliar ± estrechamente elíptica, de 20-30 × 5-8 cm, de color blanco grisáceo y el envés densamente cubierto como de fieltro, el haz verde y glabro. Con capítulos. Involucro ampliamente campanulado de 6 cm de diámetro. Filarios en 8 o 9 filas, rígidos. Corola de color amarillo. El fruto es un aquenio de 7 mm. Vilano con cerdas amarillentas, 2.5 a 3.5 cm, frágil. Fl. y fr. julio-septiembre.

## Distribución y hábitat
Se encuentra en las estepas, laderas secas; a una altitud de 2400-4000 metros en Gansu, Mongolia Interior, Ningxia, Qinghai, Sichuan y Yunnan.

## Taxonomía
Xanthopappus subacaulis fue descrita por Constantin Georg Alexander Winkler y publicado en Trudy Imperatorskago S.-Peterburgskago Botaničeskago Sada 13(1): 11. 1893.
Sinonimia
- Carduus euosmus Forrest
- Carduus euosmus Forrest ex W.W.Sm.
- Xanthopappus multicephalus Ling[6]